# Merwede-Kanal

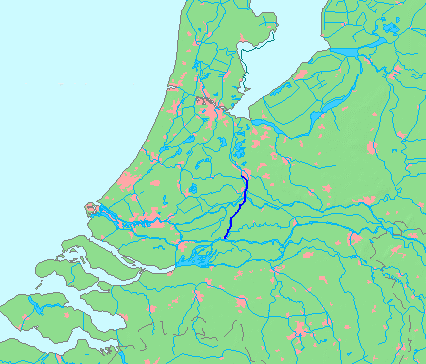
Verlauf des Merwede-Kanals

Der Merwede-Kanal ist ein Kanal in der niederländischen Provinz Utrecht zwischen der Stadt Utrecht  und der Merwede (Name  der Waal im Rhein-Maas-Delta, die der südliche Hauptarm des Rheins in den Niederlanden ist). Sein in Utrecht beginnender alter Anfangsteil wird heute vom durch Utrecht führenden Amsterdam-Rhein-Kanal  und dem bei  Nieuwegein nach Südwesten daraus abzweigenden Lek-Kanal ersetzt. Nach kurzer Fahrt  westwärts auf dem Lek (nördlicher Hauptarm des Rheins im Rhein-Maas-Delta) wird der nach Süden führende ursprüngliche Merweden-Kanal bei Vianen erreicht.
Der Kanal hat inkl. seiner alten Anfangsteile eine Länge von 35 Kilometern. In seinem Verlauf führt er durch die Gebiete von Utrecht, Nieuwegein, Vijfheerenlanden und  Gorinchem, wo er an die Boven-Merwede (Obere Merwede) anschließt. 
Der Amsterdam-Rhein-Kanal führt von Utrecht aus auch weiter zur Waal, erreicht diese aber etwa 45 km weiter flussaufwärts bei Tiel.

## Geschichte
Der Merwede-Kanal verlief ursprünglich vom östlichen Hafengebiet (niederländisch Oostelijk Havengebied) Amsterdams bis nach Gorinchem. Die Entscheidung zum Bau des Kanals fiel im Jahre 1881. Nach einer Bauzeit von 10 Jahren wurde der neue Kanal 1892 offiziell in Betrieb genommen. Der Kanal war teilweise nur eine Verbreiterung und Vertiefung schon vorhandener Kanäle wie der aus dem Jahre 1825 stammenden Keulse Vaart. Zwischen Utrecht und Vreeswijk wurde der schon bestehende Kanal Vaartse Rijn aus dem 12. Jahrhundert benutzt und zwischen Vianen und Gorinchem der Zederikkanal. Zwischen Amsterdam und Utrecht wurde jedoch ein neuer Kanal gegraben.
Schleusen befanden sich im Amsterdamer Stadtteil Zeeburg, in Utrecht-Mitte, in Vreeswijk, in Vianen und in Gorinchem.